# Mycomya himiti
Mycomya himiti är en tvåvingeart som först beskrevs av Vanschuytbroeck 1965.  Mycomya himiti ingår i släktet Mycomya och familjen svampmyggor.
Artens utbredningsområde är Tanzania. Inga underarter finns listade i Catalogue of Life.